# Gemiring Kidul
Gemiring Kidul is een bestuurslaag in het regentschap Jepara van de provincie Midden-Java, Indonesië. Gemiring Kidul telt 3421 inwoners (volkstelling 2010).